# Trucker Babes
Trucker Babes (in Nederland “Meiden die rijden”, in Vlaanderen “Lady Truckers”) is een realityserie, bedacht door het Duitse productiebedrijf Story House Productions. In de serie worden enkele vrouwelijke truckchauffeurs tijdens hun werkzaamheden gevolgd en geïnterviewd. In het programma komen verschillende aspecten aan bod: het leven onderweg, het respect dat ze krijgen, de vooroordelen waarmee ze geconfronteerd worden en het vrouw-zijn in een mannenwereld. De verschillende scenes worden aan elkaar gepraat - of van commentaar voorzien - door een voice-over. Het programma werd voor het eerst uitgezonden in 2017 op de Duitse televisiezender Kabel eins. Warner Brothers International TV Productions produceerde het programma vervolgens voor meerdere andere Europese landen.

## Edities vanTrucker Babes
| Land/Regio        | Lokale titel                         | Tv-kanaal     | Seizoenen | Commentaar | Opmerking |
| ----------------- | ------------------------------------ | ------------- | --- | ---------- | --- |
| België Vlaanderen | Lady Truckers                        | VTM 2         | Seizoen 1: 1 september 2020 |            | In Nederland uitgezonden bij Powned op NPO 3 met als titel “Vlaamse meiden die rijden”                                                                                  |
| België Wallonië   | Les reines de la route               | RTL TVI       | Seizoen 1: 2021 |            | |
| Duitsland         | Trucker Babes – 400 PS in Frauenhand | Kabel eins    | Seizoen 1: 9 juli 2017 Seizoen 2: 8 april 2018 Seizoen 3: 6 januari 2019 Seizoen 4: 1 september 2019 Seizoen 5: 5 januari 2020 Seizoen 6: 30 augustus 2020 Seizoen 7: 27 december 2020 |            | Als afgeleide van Trucker Babes ontstond in 2018 Trecker Babes, over trekkerrijdende vrouwen, en in 2019 Bus Babes, een programma waarin buschauffeuses werden gevolgd. |
| Frankrijk         | Les reines de la route               | 6ter          | Seizoen 1: 7 januari 2021, seizoen 2: 6 januari 2022 |            | |
| Nederland         | Meiden die rijden                    | Powned, NPO 3 | Seizoen 1: 6 januari 2021 | Ton Kas    | |